# Jonatan Cristaldo
Jonatan Ezequiel Cristaldo (Ingeniero Budge, 5 de marzo de 1989), apodado el Churry, es un futbolista argentino. Juega de delantero y su equipo actual es Oriente Petrolero de la Primera División de Bolivia.

## Trayectoria

### Vélez Sarsfield
Hizo todas las inferiores en el Club Atlético Vélez Sarsfield, destacándose por su velocidad y características goleadoras durante todos los años de su juventud. Debutó profesionalmente el 22 de abril de 2007 con 18 años recién cumplidos y bajo la dirección técnica de Ricardo La Volpe, aunque comenzó realmente a tener minutos fue en el Torneo Clausura 2008. Anotó su primer gol en la victoria de su equipo por 2-1 frente a Rosario Central. En el último partido del campeonato (Huracán 0-2 Vélez) volvió a convertir y se perfilaba como un jugador relevación.
El torneo siguiente, Apertura 2008, fue el de su consagración, al contar con la confianza absoluta del entrenador Hugo Tocalli, quien le dio la titularidad. Terminó el torneo con cinco goles y le sirvió para ser llamado a la Selección Nacional Sub-20 para disputar el Campeonato Sudamericano 2009. En la fecha 2 convirtió un gran gol de volea contra Argentinos Juniors, en La Paternal. Más adelante, en El Monumental, anotó el primer gol de la victoria del Fortín frente a River Plate, de cabeza. Anotó un nuevo tanto en Sarandí, en el empate a tres frente a Arsenal. Su cuarto gol del campeonato fue el único que consiguió ese torneo en el Estadio José Amalfitani. Fue de cabeza, y sirvió para sellar el 2-0 definitivo frente a San Martín de Tucumán. Su quinto y último gol del campeonato fue el definitivo de La V Azulada, en el partido que los de Liniers se impusieron 2-3 en La Bombonera frente a Boca Juniors.
Al finalizar el torneo, Vélez contrató al volante ofensivo Maximiliano Moralez y al delantero Joaquín Larrivey. Así, durante el Torneo Clausura 2009 Cristaldo se vio relegado a la suplencia, pero una serie de lesiones lo hicieron recuperar la titularidad a partir de la fecha 9. En la fecha 10, en un partido histórico, Vélez Sarsfield estaba perdiendo la punta tras perder 2-0 en el entretiempo, en beneficio de Colón. En el primer minuto del tiempo complementario Cristaldo anotó el gol del 2-1 parcial, y el partido terminaría 2-4 para los de Liniers. Tras dos fechas sin marcar, anotó tres goles de manera consecutiva: un gol en La Plata frente a Gimnasia y Esgrima en la derrota por 3-1, un gol frente a Boca Juniors en el triunfo por 2-0 y el gol del triunfo en Jujuy contra Gimnasia y Esgrima de esa ciudad, donde Vélez Sarsfield se impuso 1-0. En este torneo Cristaldo se consagró campeón por primera vez con El Fortín, el 5 de julio de 2009 en el Estadio José Amalfitani.
En el Torneo Apertura 2009 Cristaldo anotó su primer gol en la fecha 1, en el triunfo por 0-1 frente a Colón. Después, anotó el gol del triunfo (1-0) frente a Boca Juniors, por la Copa Sudamericana 2009, donde Vélez eliminó al xeneize. En la fecha 5, contra Independiente, anotó un gran gol de vaselina y la fecha siguiente convirtió su primer doblete en Vélez en el triunfo por 2-0 frente a Huracán, donde anotó un gol con la izquierda de caño y una espectacular chilena desde fuera del área.

### Paso por el exterior
En enero de 2011, el jugador fue traspasado al FC Metalist Járkov, firmando un contrato por cuatro años con el club ucraniano. En agosto de 2014, fue transferido al Palmeiras por un monto de U$D 3.500.000. En 2016 fue transferido al Cruz Azul para reforzar la ofensiva. Hizo su primer gol en el club ante Coras de Tepic por el Apertura 2016. Para el Clausura 2017 fue prestado al Monterrey.

### Regreso a Argentina

#### Vélez Sarsfield
En agosto de 2017 regresa a la Argentina para volver a vestir la camiseta del Club Atlético Vélez Sarsfield. Tras la asunción de Gabriel Heinze a la dirección técnica del conjunto velezano, se le comunicó que no sería tenido en cuenta debido a su mal estado físico, rescindiendo su contrato con el club de Liniers.

#### Racing Club
En 2018 llegó a Racing Club en calidad de jugador libre, firmando contrato por un año con opción de compra de 800.000 dólares por el 50% del pase y de renovación por 3 años más. En el conjunto de Avellaneda marcó su primer gol frente a Lanús en la victoria por 1 a 0, por la quinta fecha de la Primera División 2018-19. El segundo lo hizo dos partidos después, en la séptima fecha enfrentando a Argentinos Juniors. Racing Club ganó por 2 a 0 y quedó momentáneamente como líder del torneo. Su tercer gol fue ante Newells Old Boys, de cabeza, anotando el único tanto del partido. Volvería a marcar por los torneos de verano, frente a Gimnasia de la Plata (derrota 2-1) y frente a Rosario Central (victoria 1-0), de penal. En la fecha 17 marcó de emboquillada el primer gol en la victoria 3-1 de Racing frente a Huracán. Anotó en el empate 1-1 ante Corinthians por la Copa Sudamericana, aunque si equipo quedó eliminado por penales, donde "Churry" falló su penal. El 31 de marzo de 2019, con Cristaldo sentado en el banco, Racing empató por 1-1 contra Tigre y se consagró campeón debido al empate por igual marcador de su perseguidor, Defensa y Justicia, contra Unión. En la última fecha, con el campeonato ya decidido, Cristaldo jugó como titular contra el mismo Defensa y Justicia y marcó el gol de su equipo en el empate por 1 a 1.
Volvería a anotar frente a Aldosivi, por el campeonato de 2019/2020, fecha 8, tras un gran centro de Matías Rojas que conectó de cabeza poniendo el 1-0 de su equipo en la victoria 2-0. Frente a Boca Juniors, asiste a Matías Zaracho para que anotara el único tanto del encuentro en la enorme victoria racinguista en La Bombonera por 1-0. Marcaría nuevamente ante Talleres de Córdoba, en el empate 3-3, luego de una asistencia de Lisandro López.
Se consagraría campeón del Trofeo de Campeones de la Superliga Argentina el 14 de diciembre de 2019 en el partido que Racing derrotó 2 a 0 a Tigre, logrando su segundo título con el club.
El 9 de marzo de 2020, vuelve a convertir de manera oficial frente a Estudiantes de La Plata, luego de una gran jugada que definió con su pierna izquierda dejando sin reacción a Mariano Andújar anotando el 2-0 en la victoria por 2 a 1. Por la Copa de la Superliga 2020 dio una asistencia ante Aldosivi para que Iván Pillud estampara el empate 3 a 3 en la victoria racinguista 4-3. 
Por la Copa Diego Armando Maradona 2020 asiste a Augusto Solari frente a Estudiantes de La Plata en el empate 1 a 1 por la fecha 2 de la "Fase Complementación".
De mayor a menor, así fue la historia del Churry Cristaldo en Racing. Llegó, recuperado de su exceso de peso y contra todos los pronósticos, le ganó el puesto a Gustavo Bou y fue un complemento ideal para Licha López en aquel segundo semestre de 2018/2019 en el campeonato que obtuvo con Racing. Con la llegada de Darío Cvitanich quedó algo relegado pero siguió aportando goles importantes. Pero desde la llegada de Sebastián Beccacece, sus minutos en el equipo fueron mermando y para colmo las molestias musculares le terminaron sacando aún más terreno. Con el arribo de Juan Antonio Pizzi el panorama no cambió y además se sumaron algunos futbolistas en el ataque que lo relegaron todavía más (entre ellos Tomás Chancalay y Maximiliano Lovera).
En números, Cristaldo jugó 46 partidos (48 en total si se cuentan los 2 amistosos de verano) en Racing Club con 10 goles anotados (12 goles agregándole los goles en los torneos de verano; pasando en limpio serían: 8 goles por torneos locales, 1 gol por torneos internacionales, 2 goles por torneos de verano y 1 en copa nacional) con 5 asistencias realizadas. En el campeonato de 2018/2019 su aporte fue de gran importancia para la obtención del título, y también fue de gran importancia en el partido frente a Tigre por el Trofeo de Campeones de la Superliga Argentina al ser partícipe de la iniciación de la jugada de los dos goles del conjunto de Avellaneda.

#### Newell's Old Boys
El sábado 13 de febrero de 2021 rescindió contrato con Racing Club y firmó para el equipo rosarino Newell's Old Boys. El 14 de abril de 2021 anotó su primer gol oficial con "La Lepra", en una victoria 3-1 de visitante ante el Club Atlético Lanús por la Copa de la Liga Profesional 2021. Volvería a anotar nuevamente en la remontada frente a Talleres de Córdoba por 3 a 2 en la primera fecha del campeonato de 2021.

## Selección nacional
Durante los meses de enero y febrero de 2008, Cristaldo acude al llamado de la Selección Nacional Sub-20, dirigida por el "Checho" Batista, para disputar el Campeonato Sudamericano en Venezuela. El jugador fue titular en la Selección Albiceleste, que partió como favorita ya que en 2007 habían ganado el Mundial en Canadá. Estaban entre otros, su excompañero Damián Escudero.
El 23 de enero de 2008, en el partido que enfrentó a Argentina y Perú, Cristaldo anotó uno de los dos goles de la victoria de su equipo (2-1).

## Vida personal y controversia por violencia de género
En noviembre de 2019 fue denunciado por violencia de género por su pareja en ese entonces, Morella de Las Heras. Sin embargo, en marzo del 2021 fue archivada la causa por el Ministerio Público de la Provincia de Buenos Aires a pedido de su misma expareja.

## Estadísticas
Actualizado al 23 de julio de 2024
| Club | Div.                | Temporada           | Liga  | Liga  | Liga   | Paulista | Paulista | Paulista | Copas Nacionales(1) | Copas Nacionales(1) | Copas Nacionales(1) | Copas Internacio.(2) | Copas Internacio.(2) | Copas Internacio.(2) | Total | Total | Total  |
| Club | Div.                | Temporada           | Part. | Goles | Asist. | Part.    | Goles    | Asist.   | Part.               | Goles               | Asist.              | Part.                | Goles                | Asist.               | Part. | Goles | Asist. |
| --- | ------------------- | ------------------- | ----- | ----- | ------ | -------- | -------- | -------- | ------------------- | ------------------- | ------------------- | -------------------- | -------------------- | -------------------- | ----- | ----- | ------ |
| Vélez Sarsfield Argentina | 1.ª                 | 2007                | 3     | 0     | 0      | -        | -        | -        | -                   | -                   | -                   | -                    | -                    | -                    | 3     | 0     | 0      |
| Vélez Sarsfield Argentina | 1.ª                 | 2007/08             | 17    | 2     | 1      | -        | -        | -        | -                   | -                   | -                   | -                    | -                    | -                    | 17    | 2     | 1      |
| Vélez Sarsfield Argentina | 1.ª                 | 2008/09             | 31    | 9     | 3      | -        | -        | -        | -                   | -                   | -                   | -                    | -                    | -                    | 31    | 9     | 3      |
| Vélez Sarsfield Argentina | 1.ª                 | 2009/10             | 17    | 5     | 0      | -        | -        | -        | -                   | -                   | -                   | 8                    | 2                    | 1                    | 25    | 7     | 1      |
| Vélez Sarsfield Argentina | 1.ª                 | 2010                | 18    | 5     | 1      | -        | -        | -        | -                   | -                   | -                   | -                    | -                    | -                    | 18    | 5     | 1      |
| Vélez Sarsfield Argentina | 1.ª                 | 2017/18             | 5     | 0     | 0      | -        | -        | -        | 2                   | 0                   | 0                   | -                    | -                    | -                    | 7     | 0     | 0      |
| Vélez Sarsfield Argentina | Total               | Total               | 91    | 21    | 5      | -        | -        | -        | 2                   | 0                   | 0                   | 8                    | 2                    | 1                    | 101   | 23    | 6      |
| Metalist · Ucrania | 1.ª                 | 2010/11             | 9     | 5     | 0      | -        | -        | -        | -                   | -                   | -                   | 2                    | 0                    | 0                    | 11    | 5     | 0      |
| Metalist · Ucrania | 1.ª                 | 2011/12             | 24    | 10    | 1      | -        | -        | -        | 2                   | 1                   | 0                   | 10                   | 7                    | 1                    | 36    | 18    | 2      |
| Metalist · Ucrania | 1.ª                 | 2012/13             | 22    | 9     | 2      | -        | -        | -        | 1                   | 1                   | 0                   | 10                   | 3                    | 0                    | 33    | 13    | 2      |
| Metalist · Ucrania | 1.ª                 | 2013/14             | 7     | 3     | 1      | -        | -        | -        | -                   | -                   | -                   | 2                    | 0                    | 0                    | 9     | 2     | 1      |
| Metalist · Ucrania | Total               | Total               | 62    | 27    | 4      | -        | -        | -        | 3                   | 2                   | 0                   | 23                   | 10                   | 1                    | 88    | 39    | 5      |
| Bologna F. C. · Italia | 1.ª                 | 2013/14             | 28    | 4     | 2      | -        | -        | -        | -                   | -                   | -                   | -                    | -                    | -                    | 28    | 4     | 2      |
| Bologna F. C. · Italia | Total               | Total               | 28    | 4     | 2      | -        | -        | -        | 0                   | 0                   | 0                   | 0                    | 0                    | 0                    | 28    | 4     | 2      |
| Palmeiras · Brasil | 1.ª                 | 2014                | 17    | 2     | 0      | -        | -        | -        | 2                   | 0                   | 0                   | -                    | -                    | -                    | 19    | 2     | 0      |
| Palmeiras · Brasil | 1.ª                 | 2015                | 22    | 6     | 1      | 13       | 3        | 0        | 9                   | 3                   | 0                   | -                    | -                    | -                    | 43    | 13    | 1      |
| Palmeiras · Brasil | 1.ª                 | 2016                | 3     | 1     | 0      | 5        | 2        | 1        | -                   | -                   | -                   | 2                    | 1                    | 1                    | 10    | 4     | 2      |
| Palmeiras · Brasil | Total               | Total               | 42    | 9     | 1      | 18       | 5        | 1        | 11                  | 3                   | 0                   | 2                    | 1                    | 1                    | 73    | 18    | 3      |
| Cruz Azul · México | 1.ª                 | 2016                | 10    | 2     | 0      | -        | -        | -        | 5                   | 3                   | 0                   | -                    | -                    | -                    | 15    | 5     | 0      |
| Cruz Azul · México | Total               | Total               | 10    | 2     | 0      | -        | -        | -        | 5                   | 3                   | 0                   | 0                    | 0                    | 0                    | 15    | 5     | 0      |
| Monterrey · México | 1.ª                 | 2017                | 4     | 1     | 0      | -        | -        | -        | 2                   | 0                   | 0                   | -                    | -                    | -                    | 6     | 1     | 0      |
| Monterrey · México | Total               | Total               | 4     | 1     | 0      | -        | -        | -        | 2                   | 0                   | 0                   | 0                    | 0                    | 0                    | 6     | 1     | 0      |
| Racing Club Argentina | 1.ª                 | 2018/19             | 21    | 5     | 2      | -        | -        | -        | 3                   | 1                   | 0                   | 3                    | 1                    | 0                    | 27    | 7     | 2      |
| Racing Club Argentina | 1.ª                 | 2019/20             | 15    | 3     | 1      | -        | -        | -        | 4                   | 0                   | 2                   | -                    | -                    | -                    | 19    | 3     | 3      |
| Racing Club Argentina | Total               | Total               | 36    | 8     | 3      | -        | -        | -        | 7                   | 1                   | 2                   | 3                    | 1                    | 0                    | 46    | 10    | 5      |
| Newell's Argentina | 1.ª                 | 2021                | 13    | 2     | 1      | -        | -        | -        | 7                   | 1                   | 1                   | 2                    | 0                    | 1                    | 22    | 3     | 3      |
| Newell's Argentina | Total               | Total               | 13    | 2     | 1      | -        | -        | -        | 7                   | 1                   | 1                   | 2                    | 0                    | 1                    | 22    | 3     | 3      |
| Independiente Petrolero · Bolivia | 1.ª                 | 2022                | 21    | 12    | 4      | -        | -        | -        | -                   | -                   | -                   | 5                    | 1                    | 1                    | 26    | 13    | 5      |
| Independiente Petrolero · Bolivia | 1.ª                 | 2024                | 12    | 2     | 3      | -        | -        | -        | -                   | -                   | -                   | -                    | -                    | -                    | 12    | 2     | 3      |
| Independiente Petrolero · Bolivia | Total               | Total               | 33    | 14    | 7      | -        | -        | -        | -                   | -                   | -                   | 5                    | 1                    | 1                    | 38    | 15    | 8      |
| Oriente Petrolero · Bolivia | 1.ª                 | 2023                | 28    | 7     | 2      | -        | -        | -        | -                   | -                   | -                   | 6                    | 0                    | 0                    | 34    | 7     | 2      |
| Oriente Petrolero · Bolivia | 1.ª                 | 2025                | 12    | 4     | 0      | 0        | 0        | 0        | 0                   | 0                   | 0                   | 0                    | 0                    | 0                    | 12    | 4     | 0      |
| Oriente Petrolero · Bolivia | Total               | Total               | 40    | 11    | 2      | -        | -        | -        | -                   | -                   | -                   | 6                    | 0                    | 0                    | 46    | 11    | 2      |
| Total en su carrera | Total en su carrera | Total en su carrera | 358   | 98    | 25     | 18       | 5        | 1        | 37                  | 10                  | 1                   | 43                   | 15                   | 5                    | 461   | 129   | 33     |
| (1) Incluye los partidos de la Copa Argentina, Copa de Ucrania, Copa de Brasil y Copa de la Superliga Argentina.. (2) Incluye los partidos de la Copa Libertadores, Copa Sudamericana, Liga Europea de la UEFA, Liga de Campeones de la UEFA. |                     |                     |       |       |        |          |          |          |                     |                     |                     |                      |                      |                      |       |       |        |

## Palmarés

### Títulos nacionales
| Título              | Club            | Sede      | Año     |
| ------------------- | --------------- | --------- | ------- |
| Primera División    | Vélez Sarsfield | Argentina | C-2009  |
| Copa de Brasil      | Palmeiras       | Brasil    | 2015    |
| Primera División    | Racing Club     | Argentina | 2018/19 |
| Trofeo de Campeones | Racing Club     | Argentina | 2019    |